# Гайдуков, Виктор Михайлович
Ви́ктор Миха́йлович Гайдуко́в (13 февраля 1935, Ростов-на-Дону, СССР — 19 июля 2017, Санкт-Петербург, Россия) — советский и российский врач, хирург-ортопед и травматолог, изобретатель, автор работ по ортопедии и травматологии, лечению ложных суставов. Автор поэтических сборников. Доктор медицинских наук, профессор. Заслуженный работник высшей школы Российской Федерации. Полковник медицинской службы.

## Биография
Родился 13 февраля 1935 года в Ростове-на-Дону.
В 1953 году после окончания средней школы в Ростове-на-Дону, поступил в Военно-медицинскую академию имени С. М. Кирова, которую окончил в 1959 году и затем в течение следующих пяти лет проходил военную службу в Железнодорожных войсках, получив назначение на должность начальника медицинского пункта военной части в Мурманске.
В 1964—1967 годах — адъюнкт, с 1967 года — преподаватель, с 1989 года — старший преподаватель, с 1991 года — профессор кафедры травматологии и ортопедии Военно-медицинской академии имени С. М. Кирова. После увольнения в 1994 году из Вооружённых Сил Российской Федерации работал на кафедре профессором, а также являлся членом хирургического Учёного Совета Военно-медицинской академии имени С. М. Кирова.
В 1967 году в Военно-медицинской академии имени С. М. Кирова защитил диссертацию на соискание учёной степени кандидата медицинских наук по теме «Лечение ложных суставов и дефектов костей голени»
В 1988 года в Военно-медицинской академии имени С. М. Кирова защитил диссертацию на соискание учёной степени доктора медицинских наук по теме «Современные методы лечения ложных суставов костей».

## Семья
- Жена — Лариса Ивановна Гайдукова (род. 1948)
- Сын — Алексе́й Ви́кторович Гайдуко́в (род. 15 июня 1974, Ленинград, СССР) — российский религиовед, специалист по новым религиозным движениям, в особенности русскому неоязычеству[7]. Кандидат философских наук (2000), доцент.

В 1991 году окончил среднюю школу № 248 Ленинграда. В 1996 году окончил факультет социальных наук Российского государственного педагогического университета имени А. И. Герцена и в 1999 году там же очную аспирантуру по кафедре религиоведения В 2000 году в РГПУ имени А. И. Герцена под научным руководством доктора философских наук, профессора Н. С. Гордиенко защитил диссертацию на соискание учёной степени кандидата философских наук по теме «Идеология и практика славянского неоязычества» (специальность 09.00.06 — философия религии). Официальные оппоненты — доктор философских наук, профессор А. Ф. Замалеев и кандидат философских наук, доцент Н. В. Носович. Ведущая организация — Государственный музей истории религии.
В 1995—2001 годах — учитель истории, права, обществознания в средней школе № 551 Санкт-Петербурга. В 2001—2015 года — старший преподаватель (с 2001) и доцент (с 2004) кафедры религиоведения, а с 2015 года — доцент кафедры социологии и религиоведения, с 1 сентября 2018 года — доцент кафедры истории религий и теологии. Российского государственного педагогического университета имени А. И. Герцена. С 2003 года — куратор студенческого научного общества кафедры. В 2003—2013 годах — доцент Балтийской академии туризма и предпринимательства. В 2004—2009 годах — доцент Межрегионального института экономики и права при Межпарламентской ассамблеи ЕврАзЭС.
С 2012 года — руководитель Центра религиоведческих исследований «Этна». С 1997 года — член научно-методического совета по религиоведению общества «„Знание“ Санкт-Петербурга и Ленинградской области» и с 2002 года — член общества «„Знание“ Санкт-Петербурга и Ленинградской области». С 2007 года — член Российского объединения исследователей религии (РОИР). С 2018 года — член Русского религиоведческого общества. С 2019 года — член экспертного совета Центра профилактики религиозного и этнического экстремизма в образовательных организациях Российской Федерации (ЦПЭЭ).

## Творческая деятельность
Писал стихи на русском и английском языках, которые были опубликованы в шести сборниках, а также в литературно-художественном журнале «Невский альманах» и других изданиях. Также в 2002 году он являлся участником поэтического конкурса на создание Гимна Санкт-Петербурга.
С детства занимался игрой на фортепиано. Его однокурсник Л. Н. Образцов в связи с этим вспоминал: «Виктор Михайлович обладал музыкальным талантом. Не случайно он стал лауреатом Ленинграда среди множества пианистов, в том числе профессионалов».

## Научная деятельность
Научные исследования В. М. Гайдукова преимущественно были посвящены изучению вопросов регенерации костной ткани при лечении ложных суставов костей. Он разработал для лечения переломов костей новые способы репозиции и гипсовые повязки, а также стержневые аппараты, устройства и аппараты чрескостного остеосинтеза, как новые методики оперативных вмешательств. Его заслугой является создание способов лечения ложных суставов с локальным утолщением кости, а также его перу принадлежит описание некротических ложных суставов огнестрельного происхождения. Им было выявлено, что после мануальной терапии происходит сращивание ложных суставов.
Преподавал иностранными студентам академии, приехавших из таких стран, как Афганистан, Вьетнам, Йемен, Китай, Сирия.
Создал видеофильм «Лечебная иммобилизация» (1994).
Под его научным руководством подготовлено к защите 2 кандидата медицинских наук.
Являлся автором более 20 запатентованных изобретений. Автор 200 научных трудов, охватывающин в том числе такие области, как история ортопедии и профессиональная подготовка травматологов-ортопедов.

## Научные труды

### Монографии
- Гайдуков В. М., Дедушкин В. С. Ложные суставы костей конечностей: Учебное пособие. — СПб., 1994. — 58 с.
- Гайдуков В. М. Ложные суставы. — СПб.: Наука, 1995. — 204 с.
- Гайдуков В. М. Ложные суставы костей. Этиопатогенез, диагностика, лечение: Руководство для врачей. — СПб.: Наука, 1998. — 106 с.
- Гайдуков В. М., Зевахин С. В., Игнатьев Е. И., Качесов В. А., Хусаенов А. Г. Мануальная терапия в практике травматолога-ортопеда: Руководство для врачей: К 100-летию основания клиники травматологии и ортопедии Военно-медицинской академии / под ред. В. М. Гайдукова. — СПб.: Наука, 1998. — 52 с.
- Ткаченко С. С., Шаповалов В. М., Гайдуков В. М. Кафедра и клиника военной травматологии и ортопедии: К столетию основания. — СПб.: Наука, 2000. — 323 с.
- Гайдуков В. М. Изобретения в травматологии и ортопедии [32 изобретения]. — СПб.: Петербург XXI век, 2002. — 92 с.
- Шаповалов В. М., Гайдуков В. М. Профессор Иван Леонтьевич Крупко. — СПб.: ВМедА, 2004. — 96 с.
- Шаповалов В. М., Гайдуков В. М., Баиндурашвили А. Г., Соловьёва К. С. Профессор Генрих Иванович Турнер. — СПб.: Синтез Бук, 2010. — 112 с.
- Шаповалов В. М., Гайдуков В. М. Профессор Сергей Степанович Ткаченко. — СПб., 2004. — 83 с.
- Гайдуков В. М., Хоминец В. В. Профессор Виталий Сергеевич Дедушкин. — СПб.: Синтез Бук, 2017. — 64 с.

### Статьи
- Гайдуков В. М. Лечение ложных суставов костей голени // Вестник хирургии им. И. И. Грекова. — 1967. — Т.99. — № 12. — С.52-57.
- Ткаченко С. С., Гайдуков В. М. Костная гомопластика при лечении ложных суставов костей голени // Ортопедия, травматология и протезирование. — 1967. — № 10. — С. 3-9.
- Гайдуков В. М., Глебов Ю. И., Ручкин В. А. Реографическое обследование больного при ложном суставе голени // Ортопедия, травматология и протезирование. — 1968. — № 8. — С.84.
- Ткаченко С. С., Демьянов В. М., Гайдуков В. М., Кравченко С. И., Акимов Г. В., Грицанов А. И. Применение аппаратов внешней компрессии и дистракции при лечении свежих и несросшихся переломов костей // Вопросы компрессии и дистракции в травматологии и ортопедии: Материалы Всесоюзного симпозиума. — М., 1970. — С. 34-35.
- Ткаченко С. С., Гайдуков В. М. Лечение ложных суставов ключицы // Ортопедия, травматология и протезирование. — 1971. — № 10.
- Кафедра военной травматологии и ортопедии [табл.] / сост. В. М. Гайдуков // Профессора Военно-медицинской (Медико-хирургической) академии (1798—1998) / редкол. Ю. Л. Шевченко (гл. ред.), Н. Ф. Шалаев, (зам. гл. ред.), В. С. Новиков (отв. ред.) и др. — СПб.: Наука, 1998. — С. 175.
- Кафедра военной травматологии и ортопедии [табл.] / сост. В. М. Гайдуков // Профессора Военно-медицинской (Медико-хирургической) академии / Изд. 2-е, испр. и доп.; под ред. Проф. А. Б. Белевитина. — СПб., 2008. — С. 336.
- Ткаченко С. С., Гайдуков В. М. Внутренний остеосинтез при ложных суставах костей без иссечения межотломковых тканей // Ортопедия, травматология и протезирование. — 1990. — № 9. — С. 17-21.
- Гайдуков В. М., Дедушкин В. С. Аппарат чрескостной фиксации // Вестник хирургии им. И. И. Грекова. — 1996. — № 2. — С. 99- 100.
- Гайдуков В. М. Методика получения сращения ложных суставов с локальным утолщением кости // Травматология и ортопедия России. — 1998. — № 3. — С.66-68.
- Гайдуков В. М., Шаповалов В. М. Ложные суставы и остеопороз // Человек и его здоровье: материалы VII Российского национального конгресса, 26-29 ноября 2002 года. — СПб., 2002. — С.129-131.
- Шаповалов В. М., Губочкин Н. Г., Гайдуков В. М., Лукичёва Н. П., Мясников Н. И. Реконструктивно-пластические операции при лечении больных с дефектами покровных тканей // Гений ортопедии. — 2014. — № 4. — С. 58-62.
- Губочкин Н. Г., Гайдуков В. М., Микитюк С. И. Лечение пострадавших с огнестрельными ранениями и повреждениями сосудов конечностей // Медико-биологические и социально-психологические проблемы безопасности в чрезвычайных ситуациях. — 2015. — № 4. — С. 38-41.
- Губочкин Н. Г., Гайдуков В. М., Коновалов А. М. Хирургическое лечение посттравматического остеомиелита, осложнившего перелом кости // Медико-биологические и социально-психологические проблемы безопасности в чрезвычайных ситуациях. — 2015. — № 3. — С. 56-61.
- Хоминец В. В., Губочкин Н. Г., Гайдуков В. М., Микитюк С. И., Лукичёва Н. П. Пересадка кровоснабжаемых костных и мышечных трансплантатов для патогенетического лечения несросшихся переломов костей конечностей как единая медицинская проблема // Клиническая патофизиология. — 2015. — № 2. — С. 36-41.

## Изобретения
- Гайдуков В. М., Качесов В. А. Способ лечения ложных суставов. Патент на изобретение RUS 2204978 24.01.2000.
- Гайдуков В. М., Иванов В. А. Способ лечения неправильно срастающихся переломов бедренной кости. Патент на изобретение RUS 2012257.
- Гайдуков В. М., Дедушкин В. С. Способ лечения перелома ключицы. Патент на изобретение RUS 2012262. Гайдуков В. М. Способ лечения перелома ключицы. Патент на изобретение RUS 2012260.
- Качесов В. А., Гайдуков В. М. Способ лечения плече-лопаточного периартрита. Патент на изобретение RUS 2168973 22.04.1997. Пат. 2612122 РФ. МПК A 61 B 17/56.
- Губочкин Н. Г., Гайдуков В. М., Лукичёва Н. П. Способ оперативного лечения повреждений ладонных пальцевых нервов / заявитель и патентообладатель ФГБВОУ ВО Военно-медицинская академия им. С. М. Кирова Министерства обороны Российской Федерации (ВМедА). — № RU2016110268A; заявл. 21.03.2016 ; опубл. 02.03.2017, Бюл. № 7.

## Стихотворения
- Гайдуков В. М. Музыка осени: стихотворения. — СПб.: Петербург — XXI век, 2005. — 164 с.
- Гайдуков В. М. Тюльпаны жёлтые и красные: стихи / Библиотека журнала «Невский альманах». — СПб., 2007.
- Гайдуков В. М. Жизнь прекрасна: стихи. — СПб., 2008.
- Гайдуков В. М. Раздумье. стихи. — СПб., 2011.
- Гайдуков В. М. Счастливый напряжённый век: стихотворения. — СПб., 2009.
- Гайдуков В. М. Звуки музыки: стихи. — СПб., 2014.

## Награды и звания
- Юбилейная медаль «40 лет Вооружённых Сил СССР» (1958)
- Медаль «За безупречную службу» в Вооружённых силах СССР III степени (1964)
- Юбилейная медаль «Двадцать лет Победы в Великой Отечественной войне 1941—1945 гг.» (1965)
- Юбилейная медаль «50 лет Вооружённых Сил СССР» (1968)
- Медаль «За безупречную службу» в Вооружённых силах СССР II степени (1968)
- Юбилейная медаль «За воинскую доблесть. В ознаменование 100-летия со дня рождения Владимира Ильича Ленина» (1970)
- Медаль «За безупречную службу» в Вооружённых силах СССР I степени (1974)
- Юбилейная медаль «Тридцать лет Победы в Великой Отечественной войне 1941—1945 гг.» (1975)
- Медаль «Ветеран Вооружённых Сил СССР» (1984)
- Юбилейная медаль «70 лет Вооружённых Сил СССР» (1988)
- Нагрудный знак «Отличник изобретательства и рационализации», ВОИР (1990)
- Юбилейная медаль «50 лет Победы в Великой Отечественной войне 1941—1945 гг.» (1993)
- Медаль «За укрепление боевого содружества» (1997)
- Заслуженный работник высшей школы Российской Федерации (2000)
- Медаль «200 лет Министерству обороны» (2002)
- Почётный диплом Законодательного собрания Ленинградской области (2010)
- Медаль «В память 25-летия окончания боевых действий в Афганистане» (2014)
- Золотая медаль ХХ Московского международного Салона изобретений и инновационных технологий «Архимед-2017» за разработку «Способ восстановления утраченного первого пальца кисти. Способ формирования первого пальца кисти» (Губочкин Н. Г., Гайдуков В. М., Микитюк С. И., Лукичева Н. П., Коновалов А. М.) (май 2017)